# 2017年亞歷山卓火車相撞事故
2017年亞歷山卓火車相撞事故（阿拉伯語：حادث قطار الإسكندرية 2017），發生於2017年8月11日，在埃及亞歷山大省亞歷山卓東部郊區的科什德火車站（Khorshid Station）附近。兩列火車分別由開羅與塞得港開出，在當地時間下午兩點十五分正面相撞，造成至少41人死亡179人受傷。由於傷者傷勢嚴重，死亡人數仍會不斷增加。
據埃及國營電視台的報導，埃及交通部某官員認為，兩列火車在亞歷山卓郊外的某處農地相撞很可能是因其中一列火車出現故障停在鐵軌上，結果被另一列火車迎面撞上。亞歷山大省省长則稱，是因為其中一列火車的司機未看到信號燈所致。

## 各界反應

### 國際社會
- ：12日，努爾蘇丹·納扎爾巴耶夫總統向埃及總統阿卜杜勒-法塔赫·塞西致慰問電。[7]